# MÁV 324 sorozat
A MÁV 324 sorozata volt a legnagyobb darabszámban épített magyar mozdonytípus, melyet több eltérő alsorozatban gyártottak. Megszületésük pillanatában sem számítottak sem a legerősebb, sem a leggyorsabb mozdonyoknak és nem voltak a gőzmozdony-flotta „sztárjai”, zászlóshajói – mégis évtizedekig a MÁV vonóerő-állományának gerincét alkották és a gőzöskorszak végéig a legfontosabb mozdonyok közé tartoztak, melyeket minden vonattípus továbbítására felhasználtak. Az elkészült 324-esek túlnyomó része a szomszédos országok vasútjaihoz került, de egyszerű, mértéktartó és a céloknak megfelelő szerkezetükkel ott is kivívták a szakemberek elismerését és hosszú évtizedekig láthatóak voltak a vonatok élén.

## Kifejlesztése
A századfordulón megnövekedett teherforgalom miatt az akkor gyártás alatt lévő IIIq. osztályú (később 325 sorozatú) mozdonyok teljesítménye már nem volt megfelelő. Ezért elhatározták egy új, nagyobb teljesítményű és sebességű mozdonytípus kifejlesztését. A síkvidéki vonalak tehervonatainak továbbításához a 14,4 t tengelyterhelésű vonalakon a három kapcsolt kerékpár által biztosított kb. 53,2 tonna tapadási tömeg továbbra is elegendőnek látszott. Ugyanakkor a szükséges nagyobb teljesítményű és méretű kazán, valamint a nagyobb sebesség megkövetelte nyugodtabb futás érdekében a három kapcsolt kerékpárú futóművet elöl és hátul egy-egy Adams–Webb-rendszerű futókerékpárral egészítették ki. Így a mozdony 1'C1' „Prairie” tengelyelrendezésű lett, hasonlóan a röviddel korábban beszerzett IIIs. és IIIt. osztályú (322 és 323 sorozatú) mozdonyokhoz.
A Magyar Királyi Állami Vasgyárak kapacitásproblémái miatt a 90. szerkezetszámon készülő, a MÁV-nál IIIu. osztályba sorolt típus első példányai csak 1909. december elejére készültek el.

## Szerkezete
A IIIu. osztályú mozdonyok tehát belső keretes, 1'C1' tengelyelrendezésű, azaz három, a keretbe ágyazott kapcsolt kerékpárral, valamint előttük és mögöttük egy-egy, a pályaívekbe beállni képes futókerékpárral készült kéthengeres, szerkocsis gőzmozdonyok voltak.

### Kazán
A mozdonyok kazánjának középvonala jelentősen magasabban helyezkedik el, mint elődjéé, a IIIq. osztályé. Az alul 1,5 m széles, 16 mm-es lemezekből álló porosz-, más néven Becker-rendszerű állókazánt a keretek fölé emelték ki. A tűzszekrénybe lángboltozatot is építettek. Az állókazán hátfala a tömegcsökkentés miatt a függőlegestől eltérő szögben felfelé előre hajlott, a tüzelőajtó MÁV-szabvány szerinti, kör alakú volt. Az 1:11,5 esésű rostély három részből áll, ezek közül az elsőt buktatni lehetett. A hamuláda elejére és fenekére csappantyúkat szereltek, melyeket a mozdonysátorból rudazattal lehetett működtetni.
Az 5082 mm hosszúságú és 1,5 m átmérőjű hosszkazánt három, 16, 16,5 és 18 mm-es folytvas lemezekből álló részből szegecselték össze. A kazánt a szokásos módon a füstszekrény alatt, a füstszekrénytartónál rögzítették a kerethez, így hátrafelé dilatálhatott. Az első kazánövön helyezték el a gőzdómot, a második övre a homoktartály került. A hosszkazán első és harmadik övének alján egy-egy kimosónyílást alakítottak ki. A gőzdómra 2 db közvetett terhelésű rugómérleges biztonsági szelepet szereltek. A gőzdómban helyezték el a lemezes vízelválasztót és a függőleges tolattyútükörrel készült kettős síktolattyús gőzszabályzót, melynek szabályozó rudazatát a kazánon belül vezették el. Innen a gőz a gőzhengerekhez áramlott. A gőzdómból cső vezetett az állókazán hátfalán baloldalt kialakított szerelvényfejhez és a gőzdómból táplálták a légszivattyút és a lövettyűket is. A gőzdómra 2 db közvetett rugómérleges biztonsági szelepet szereltek.
A kazánba 248 darab 46,5/52 mm átmérőjű folytvas tűzcsövet építettek. A tűzcsöveket vörösrézkúpokkal rögzítették a csőfalakba. A közel 1,7 m hosszú füstszekrényben helyezték el az amerikai rendszerű szikrafogót. A gőzfúvó csappantyús kivitelű volt. A füstszekrényajtó egyszárnyú, kör alakú kivitelű volt enyhén domború fedéllel; zárása a pereménél körben elhelyezett kallantyúkkal történt. A kazánt 2 db Friedmann-rendszerű SZ. osztályú nem szívó, 11 mm-es nyílású ún. „restarting” frissgőz-lövettyű táplálta vízzel. A bal oldali lövettyű tápcsövéből ágazott ki a szénlocsoló, míg jobb oldali lövettyűtől a hamuszekrény-locsoló indult ki.

### Gépezet
A mozdony két gőzhengere közül szokásos módon a jobb oldalon a nagynyomású kis átmérőjű, bal oldalon a kisnyomású nagy átmérőjű hengert helyezték el. A két vízszintes elrendezésű gőzhenger, a kapcsolt kerékpárok közül a középsőt hajtotta. A nagynyomású henger folytvas beömlőcsöve 2,65 m hosszúságú és 121/133 mm átmérőjű volt. A kompenzáló cső 180 mm belső átmérőjű fémöntvény volt, míg a kisnyomású henger folytvas kiömlőcsöve 203/216 mm átmérővel és 1,15 m hosszúsággal készült. A jobb oldali forgattyút a bal oldalihoz képest 90°-kal előbbre ékelték a kerékpártengelyre. A dugattyúrúd átmenő rendszerű volt; elöl a rúdvezeték nyitott hüvelyben futott, a dugattyúrudak tömszelencéi grafitos azbeszt-tömítéssel tömítéssel készültek. A keresztfejek kétvezetékesek voltak. A hajtó- és csatlórudak I alakú keresztmetszettel készültek.
A gőzhengerek üresjárati munkájának (ellenállásának) csökkentésére a henger elöli és hátuli dugattyúterét összekötő nyitható nyomáskiegyenlítő váltót (melynek mozgató emeltyűjét a kormányvonórúdhoz kapcsolták), a hengerfedelekre ún. Ricour-szelepet szereltek, ezen kívül az átömlőcsövet egy légszeleppel kombinált, 6,5 bar nyomásra beállított redukáló szeleppel is ellátták. A hengerekre a vízütés elkerülésére ún. kompressziószelep is került. A mozdonyok gépezetét egyszerű Borries-rendszerű indítókészülékkel is ellátták. A hengerek legnagyobb töltése előre irányban 75%, hátra a nagynyomású hengeré 74,5, a kisnyomásúé 80,5% volt.
A gőzhengerek belső beömlésű, széles, rugalmas, önfeszítő gyűrűs hengeres tolattyúkkal készültek, melyeket ellenforgattyús Heusinger–Walschaert-rendszerű vezérművek szabályoztak. A nagynyomású tolattyú átmérője 300 mm, a kisnyomásúé 380 mm, belső túlfedésük elöl -7 mm, a nagynyomású tolattyú külső túlfedése 37 mm, a kisnyomásúé 28 mm volt. Az ellenforgattyú előremenetben a forgattyút közel 90°-kal megelőzi, más szóval a forgattyúhoz képest előresietőként ékelték föl. Ennek és a belső beömlésnek megfelelően előremenetben a lengőívkő a lengőív (kulissza) felső részén helyezkedett el. Ez a korszak hazai mozdonyain általános elrendezés a döntően előremenetben járó mozdonyoknál nem előnyös megoldás, mivel a lengőív ágyazásának gyorsabb kopását idézi elő. A kormányvonórúd előremenetnél előre mozdult. A kormányvonórudat emeltyűvel kombinált kormánycsavarral szabályozták. A két vezérmű egy közös kormányműhöz kapcsolódott.

### Keret, futómű, mozdonysátor
A mozdony 1440 mm futókör-átmérőjű kapcsolt- és 950 mm átmérőjű futókerékpárokkal készültek. A kapcsolt kerékpárok átmérője és tengelytávolsága megegyezett az előd IIIq. osztályéval. A hajtott tengely 3%-os nikkelacélból, míg a kapcsolt- és futótengelyek folytacélból készültek. A hajtott- és a kapcsolt kerékpárok tengelyeit a tengelyvonalban teljesen átfúrták. A belső elrendezésű keretet 28 mm vastag folytvas lemezekből szegecselték össze. A tengelyágytokok keretkivágásait acélöntésű ágyvezetékek merevítették, valamint a keretlemezek keretkivágásoknál lévő nyúlványait alul összekötő ún. kötővasak fogták össze. Az ágytokok kopásai húzóékekkel utánállíthatóak voltak. A kapcsolt kerékpárok hordrugói megegyeztek az előd IIIq. osztályéval. A hordrugók közül az első két kerékpár rugóit a tengelyek fölött, a harmadikét az állókazán miatt a tengely alatt helyezték el. A hordrugókat himbák kötötték össze. A futókerékpárok Adams–Webb-rendszerű beálló tengelyekkel készültek és biztosították a mozdony jó megvezetését, illetve az állókazán alátámasztását, ezáltal a megfelelő futási tulajdonságokat. Az elülső beállótengely 2,12 m sugáron oldalirányban 70–70 mm-t, a hátsó 1,67 m sugáron 50–50 mm-t tudott elmozdulni. A futókerékpárok rugói közül az elülsőé a tengely fölött, a hátulsó alul voltak.
A mozdonysátor homlokán egy-egy ovális forgóablakot alakítottak ki. Oldalra egy fix- és egy tolóablak, a sátortetőre szellőző került.

### Segédberendezések
A mozdonyra egy 14″-os Westinghouse-rendszerű fékhengert szereltek. A sűrített levegőt egy, a mozdony bal oldalán elhelyezett Westinghouse-rendszerű egyfokozatú F jellegű légszivattyú termelte. A féktuskók a mozdony hajtott kerékpárjait elölről fékezték, míg a futókerékpárok a MÁV mozdonyainál szokásos módon fékezetlenek voltak. Az összes féktuskóerő a tapadási súly 66, a teljes mozdonysúly 47,4%-a volt. A sebességet egy, a hátsó futókerékpárról meghajtott 12 másodperces Haushälter-rendszerű sebességmérő mérte. A gőzben lévő alkatrészek kenéséről egy négy nyílású Friedmann-rendszerű HD jelű dugattyús melegalkatrész-kenőszivattyú gondoskodott. Az első futókerékpár nyomkarimáját a légszivattyúból távozó olajos gőz kente. Kedvezőtlen tapadási viszonyok esetén sűrített levegővel működtethető homokoló juttatott homokot a kapcsolt kerékpárok elé. A mozdonyokat univerzális jellegüknél fogva bajor rendszerű nagynyomású gőzfűtési berendezéssel is ellátták.

### Szerkocsi
A IIIu. osztályú mozdonyokhoz a IVe. osztályú mozdonyokhoz korábban szállítottakkal azonos szerkezetű, a Magyar Királyi Állami Vasgyáraknál 24 szerkezetszámot viselő, a MÁV-nál kezdetben a mozdonnyal megegyezően IIIu. osztályúként jelölt háromtengelyes szerkocsit kapcsoltak.

## Sorozatgyártás
A mozdonyokkal lefolytatott próbamenetek alapján bebizonyosodott, hogy a IIIu. osztályú mozdonyok megfelelnek a velük szemben támasztott követelményeknek. A MÁV valamennyi elsőrangú vonalán korlátozás nélkül közlekedhettek és legnagyobb sebességük miatt személy- és kisebb sebességű gyorsvonatok továbbítására alkalmas volt. Ezért a sorozatgyártás azonnal elindult és még 1909-ben összesen tíz, a rákövetkező évben pedig már 92 db készült el. A típus a MÁV-nál 1911-ben bevezetett új mozdonyszámozási rendszerben a 324 sorozatjelet kapta: a már leszállított példányokat (3831–3955 pályaszámcsoport) átszámozták (324,001–125), a továbbiakat 324,126-tól már az új rendszer szerinti pályaszámokkal álltak forgalomba. A szerkocsik az M jellegmegjelölést, valamint a hozzájuk tartozó mozdony sorozatjelét és pályaszámát (M324,001–) kapták.
A mozdonyok egységára felszereltségtől függően 112 500…117 151,– korona volt, felszereltségtől függően némi szórással.
A harmadik kazánövre a 324,233 pályaszámtól kezdve nyolccellás Pecz–Rejtő-féle vízszintes elrendezésű víztisztítót szereltek. A mozdonyok gőzdómjára a rugómérleges szelepek helyett 324,305 pályaszámtól kezdődően 2 db 3½″-os MÁV-rendszerű közvetlen rugóterhelésű biztonsági szelep került. A beömlőcső hosszúsága 2,05 m-re csökkent.
A 90. szerkezetszámú mozdonyokból a gyártás 1913-as befejezéséig összesen 355 db hagyta el a Magyar Királyi Állami Vasgyárak kapuját.
A mozdonyok a Monarchiában ekkor kötelező módon hadijelet is kaptak, mely a típus esetén a IIIt. osztályéval azonos, {\displaystyle {\tfrac {\mathrm {III\ 400} }{\mathrm {A} _{1}}}} volt.

## Túlhevítős változatok
Az 1910-ben a MÁV-nál megkezdett túlhevítős mozdonykísérletek sikere után 1914-től a 356. mozdonytól kezdve a 324-esek is Schmidt-rendszerű nagyfüstcsöves túlhevítővel, ikergépezettel készültek.
A 108. szerkezetszámon készült járművek hosszkazánjába 110 darabbal kevesebb tűzcső került, helyükre négy sorban összesen 24 db 119/127 mm átmérőjű füstcsövet építettek, melyekbe 27/33 mm átmérőjű csövekből álló túlhevítőelemek kerültek. A füstcsövek száma és elhelyezése teljesen megegyezett a 327 sorozatéval.
A füstcsöves túlhevítős mozdonyoknál szokásos módon a gőzdómban összegyűlt gőz a túlhevítő gőzgyűjtőszekrényének nedvesgőz-kamrájába, majd a túlhevítőelemeken át a túlhevítettgőz-kamrájába jutott, ahonnan a gőzhengerekhez áramlott. A túlhevítés szabályozása itt is túlhevítő-védőszekrénnyel és az azon elhelyezett csappantyúkkal történt, melyeket egy kis gőzhenger (az ún. szervomotor vagy automata) mozgatott. Az alacsonyabb karbantartási költségek érdekében a kazán nyomását csökkentették, a rostély esését 1:12-re változtatták. A gőzfúvó változtatható kivitelűre módosult. A túlhevítő füstszekrényben elhelyezett gőzgyűjtőszekrényének helyigénye miatt a szikrafogót és a kéményt valamivel előrébb helyezték át.
A túlhevítés lehetővé tette, hogy számottevő veszteség nélkül elhagyják a bonyolultabb és kevésbé kiegyensúlyozottan járó kompaund gépezetet, helyette mindkét oldalra azonos átmérőjű hengereket szereltek és nélkülözhették az indítókészüléket is. A gőzhengerek folytvas beömlőcsövei mindkét oldalon 140/152 mm átmérőjűek és 1,35 m hosszúak, szintén folytvas kiömlőcsövek 179/191 mm átmérőjűek 1,15 m hosszúak lettek. A dugattyúrudak tömszelencéi a túlhevített gőz miatt Schmidt-rendszerű fémtömítéssel készültek. A tolattyúk átmérője 354 mm, belső túlfedésük 0, külső túlfedésük 29,5 mm lett. A maximális töltés mindkét irányba 84%-ra változott.
Az egyfokozatú légszivattyút Westinghouse-rendszerű kétfokozatú kompresszorral váltottak fel.
A 324,401–543 pályaszámokon állományba vett mozdonyok egységára 118 625,– koronára nőtt.

### Brotan-kazánnal
A háború okozta vörösrézhiány miatt 1915-től a mozdonyok Brotan–Deffner-rendszerű vízcsöves kazánnal épültek, 114. szerkezetszámmal. A tűzszekrény falát 52 db 95/85 mm-es acélcső alkotta, melyek fent egy közel 3 méter hosszú, 680 mm belső átmérőjű előfejbe torkolltak. A rostély esése 1:18,5-re csökkent. A hosszkazán harmadik övének teteje előrefelé csökkenő átmérőjű, kúpos kialakítású volt és ezen az övön helyezték el a gőzdómot és elé a homoktartályt is. A víztisztító a második övön kapott helyet. A kazánba két mozdony kivételével Stein-rendszerű vízelválasztót szereltek. A gőzhengerek beömlőcsöveinek mérete 140/150 mm átmérőjűre és 1,07 m hosszúságúra, míg a kiömlőcsövek 180/190 mm átmérőjűre 690 mm hosszúságúra változtak.
Ezt a változatot a háború végéig, sőt azon túl is, 1921-ig gyártották: összesen 262 db-ot (324,544–805) vett át a MÁV, továbbá ennek alváltozataként Hardy-rendszerű légűrfékkel és részben egyszerűbb anyagok felhasználásával további 95 db-ot (324,901–995) kapott a Központi Szállításvezetőség. A járművek egységára 119 190…128 120,– korona között mozgott. A járművek közül a 324,656–665 pályaszámúak kísérletképpen víztisztítóval kombinált tápvíz-előmelegítővel, míg a 324,645–646 és 324,706–719 pályaszámú mozdonyok szintén kísérletképpen, majd 324,729 pályaszámtól minden példány a kisebb súrlódású keskenygyűrűs tolattyúkkal készült.
Az első világháború alatt a MÁV nem tudott magas lobbanáspontú hengerolajokhoz hozzájutni. Emiatt a túlhevítővel ellátott 324 sorozatú mozdonyoknál 1917-től két túlhevítőelem kiszerelésével a túlhevítés hőfokát kb. 300 °C-ra csökkentették. Az ilyen átalakításon át nem esett keskenygyűrűs tolattyúval ellátott példányokkal szerzett kedvező tapasztalatok alapján azonban ezen átalakításokat az ilyen változatú járműveknél 1919-ben leállították, sőt a kiszerelt elemeket ezekbe vissza is szerelték.
Komoly probléma jelentkezett a Brotan-kazánok karbantartásánál a tűzszekrény-csőfal alsó hajlásánál felhalmozódott, nehezen eltávolítható lerakódások miatt. Az egyszerűbb tisztítás érdekében 1918-tól a 324 sorozatú mozdonyoknál a függőleges középvonaltól számított első, negyedik és ötödik tűzcsősor legalsó elemeit bal és jobb oldalon egyaránt (összesen tehát hat tűzcsövet) kiszerelték és helyüket lezárták, továbbá a kimosónyílások számát összesen hárommal bővítették. A kazánok tönkremenetelét megelőzendő az intézkedés gyors végrehajtását ún. repülőbrigádok segítették, a fűtőházakat sorra járva.
A MÁV mozdonyainak nagyjavítását műhelyei között 1918-tól nem területenként, hanem típusonként osztotta el. Innentől kezdve a 324 sorozat nagyjavítását az Északi Főműhely, az Istvántelki Főműhely és a Szolnoki Műhely végezte.

## Harctéren
A MÁV 324 sorozatú mozdonyai az első világháború harcaiban is részt vettek. A frontvonalban harcoló csapatokat közvetlenül kiszolgáló k.u.k. Heeresbahn délnyugati, IV. részlegének állományában 29 db, többségében a 324,900-as számcsoportba tartozó mozdonyok közül 18 db Udine állomás, 11 db Pontafel (ma: Pontebba állomás) fűtőházánál üzemelt.

## Az első világháború után
A vesztes első világháború után az elszakított területeken maradt, a tanácsköztársaság bukását követő román megszállás során elhurcolt, valamint a trianoni békeszerződés következtében az utódállamoknak ítélt vasúti járművek között a 324 sorozatú mozdonyok nagy része is a határokon túlra került. Az 1919-ben meglévő 828 db eloszlása az alábbiak szerint alakult:
- MÁV 222 db,
- CFR 454 db,
- ČSD 47 db
- SHS 87 db,
- PKP 4 db,
- FS 14 db.

A rossz minőségű hengerolaj és a széles tolattyúgyűrűk költséges fenntartása ösztönözte a MÁV-ot arra, hogy megmaradt széles tolattyúgyűrűs túlhevítős mozdonyok tolattyúit is keskenygyűrűs kivitelűre alakítsa át. Ezt az 1920-ban elrendelt módosítást az Államvasutak egybekötötte a túlhevítős mozdonyai tolattyúméreteinek szabványosításával. Ennek során a 324-esek tolattyú-átmérői és a túlfedések értékei is változatlanok maradtak. A tolattyúk átalakítását követően a korábban kiszerelt túlhevítőelemeket újra visszaszerelték.

### Új példányok
A MÁV részére újonnan utoljára 1922–1923-ban szállítottak 40 db 324-est, részben a háborút követően elveszett 324-esek, részben a korszerűtlen gépek pótlására. A 324,806–845 pályaszámon forgalomba állított járművek újra porosz rendszerű síktűzszekrénnyel készültek.
A MÁV 442 és 328 sorozatú mozdonyainak túlhevítőinél már nem alkalmazott csappantyúkat és e járművek túlhevítőelemei nem károsodtak a korábbiaknál nagyobb mértékben. Ezt figyelembe véve, valamint a szervomotorok működésében felmerült nehézségek miatt az új szállítású 324 sorozatú mozdonyok túlhevítőit csappantyúk és szervomotor nélkül szállították.
A füstszekrénybe Neugebauer-rendszerű szikrafogót szereltek, mely ugyanilyen rendszerű kéményhez csatlakozott.
A dugattyúrúd vezeték elöl nyitott hüvelyben futott, a hengerfedeleken a dugattyúrudak tömszelencéi elöl-hátul Schmidt-rendszerű fémtömítéssel készültek. A hatásfok javítása érdekében a széria legnagyobb részét MÁV-rendszerű kazántápvíz-előmelegítővel és Teudloff–Dittrich-rendszerű tápszivattyúval, széria fennmaradó, kisebbik részét pedig az egyik frissgőzlövettyű helyett Friedmann–Metcalfe-rendszerű LF osztályú X/10. számú fáradtgőz-lövettyűvel látták el, mely a szénfogyasztást 6–9%-kal csökkentette.. Ezen kívül több korszerű berendezést, így Friedmann-rendszerű NS osztályú nyolcnyílású meleg- és FSA osztályú hidegkenő-szivattyút, tolattyúszekrény-légszelepet, kazánlefúvató-tolattyúkat és a mozdonyok egy részénél a szén, a hamuláda és a füstszekrény locsolására Friedmann-rendszerű ún. kombinált locsolót is felszereltek a járművekre.
Tizennégy év alatt tehát az alábbi változatokban készültek 324-esek:

| MÁV-pályaszám 1911-ig | MÁV-pályaszám 1911-től                                                  | Mozdony szerkezetszám | Szerkocsi szerkezetszám | Gyártási idő                        | Túlhevítés | Tűzszekrény    | Egyéb                                                  |
| --------------------- | ----------------------------------------------------------------------- | --------------------- | ----------------------- | ----------------------------------- | ---------- | -------------- | ------------------------------------------------------ |
| 3831–3840 3841–3870   | 324,001–010 324,011–040                                                 | 901                   | 246                     | 1909. 1910.                         | nincs      | porosz r. sík  | –                                                      |
| 3871–3932 3933–3955   | 324,041–102 324,103–125                                                 | 902                   | 247                     | 1910. 1911.                         | nincs      | porosz r. sík  | –                                                      |
|                       | 324,126–193 324,194–205                                                 | 903                   | 2410                    | 1911. 1912.                         | nincs      | porosz r. sík  | –                                                      |
|                       | 324,206–272                                                             | 904                   | 2411                    | 1912.                               | nincs      | porosz r. sík  | –                                                      |
|                       | 324,273–298 324,299–304                                                 | 905                   | 2412                    | 1912. 1913.                         | nincs      | porosz r. sík  | –                                                      |
|                       | 324,305–355                                                             | 904                   | 2413                    | 1913.                               | nincs      | porosz r. sík  | –                                                      |
|                       | 324,401–446                                                             | 1081                  | 2415                    | 1914.                               | van        | porosz r. sík  | –                                                      |
|                       | 324,447–484 324,485–543                                                 | 1082                  | 2416                    | 1914. 1915.                         | van        | porosz r. sík  | –                                                      |
|                       | 324,544–560 324,561–608 324,901–918                                     | 1141                  | 2417                    | 1915. 1916. 1916.                   | van        | Brotan–Deffner | – Hardy-légűrfék                                       |
|                       | 324,609–648 324,919–948 324,649–655 324,656–665 324,666–705 324,949–995 | 1142                  | 2418                    | 1916. 1916. 1917. 1917. 1917. 1917. | van        | Brotan–Deffner | – Hardy-légűrfék – tápvíz-előmelegítő – Hardy-légűrfék |
|                       | 324,706–708 324,709–761 324,762–778 324,779–791 324,792–805             | 1143                  | 2419                    | 1917. 1918. 1919. 1920. 1921.       | van        | Brotan–Deffner | –                                                      |
|                       | 324,806–812 324,813–845                                                 | 1083                  | 2420                    | 1922. 1923.                         | van        | porosz r. sík  | tápvíz-előmelegítő                                     |

### Üzemük a két világháború között
A háború után megmaradt és az után szállított mozdonyokat a MÁV 1926. január 1-jétől új pályaszámcsoportokba tervezte sorolni. A telített gőzű kompaund mozdonyok kijelölt pályaszámcsoportja a 324,301–420, a túlhevítős síktűzszekrényes mozdonyoké a 324,501–567, a túlhevítős Brotan–Deffner-kazánosoké a 324,801–902 lett volna. Az átszámozást végül nem hajtották végre.
A Magyarországon maradt 324-esek 1920-as–30-as évekbeli eloszlását az alábbi táblázat szemlélteti:
| A 324 sorozatú mozdonyok állomásítása az 1920–30-as években | A 324 sorozatú mozdonyok állomásítása az 1920–30-as években | A 324 sorozatú mozdonyok állomásítása az 1920–30-as években | A 324 sorozatú mozdonyok állomásítása az 1920–30-as években | A 324 sorozatú mozdonyok állomásítása az 1920–30-as években |
| Honállomás                                                  | 1925. október                                               | 1927. május                                                 | 1930. február                                               | 1933. január                                                |
| ----------------------------------------------------------- | ----------------------------------------------------------- | ----------------------------------------------------------- | ----------------------------------------------------------- | ----------------------------------------------------------- |
| Budapest-Keleti                                             | 10                                                          | 12                                                          | 11                                                          | 11                                                          |
| Budapest-Északi                                             | 57                                                          | 54                                                          | 46                                                          | 43                                                          |
| Budapest-Ferencváros                                        | 34                                                          | 39                                                          | 30                                                          | 34                                                          |
| Szolnok                                                     | 29                                                          | 27                                                          | 23                                                          | 23                                                          |
| Cegléd                                                      | 2                                                           | 8                                                           | 21                                                          | 20                                                          |
| Hatvan                                                      | 15                                                          | 9                                                           | 10                                                          | 12                                                          |
| Győr                                                        | 8                                                           | –                                                           | –                                                           | 1                                                           |
| Komárom                                                     | 27                                                          | 24                                                          | 23                                                          | 22                                                          |
| Vác                                                         | –                                                           | –                                                           | –                                                           | 1                                                           |
| Szombathely                                                 | 17                                                          | 11                                                          | 10                                                          | 8                                                           |
| Celldömölk                                                  | –                                                           | –                                                           | 8                                                           | 8                                                           |
| Tapolca                                                     | 8                                                           | 8                                                           | 3                                                           | 3                                                           |
| Miskolc                                                     | 21                                                          | 22                                                          | 26                                                          | 23                                                          |
| Sátoraljaújhely                                             | 6                                                           | 5                                                           | 4                                                           | 7                                                           |
| Dombóvár                                                    | 17                                                          | 27                                                          | 28                                                          | 23                                                          |
| Pécs                                                        | 9                                                           | 8                                                           | 8                                                           | 8                                                           |
| Debrecen                                                    | 17                                                          | 7                                                           | 10                                                          | 15                                                          |
| Szeged                                                      | 9                                                           | 23                                                          | 23                                                          | 22                                                          |
| Békéscsaba                                                  | 3                                                           | 5                                                           | 5                                                           | 4                                                           |

A síktűzszekrényes mozdonyok havi átlagos futásteljesítménye az 1930-as évek közepén 2281 km, míg Brotan-kazános gépeké 2787 km volt.
A régebbi szállítású 324-esek a háború utáni változathoz hasonlóan X/10, illetve később X/8. számú fáradtgőz-lövettyűvel, kombinált locsolóval és tolattyús kazánlefúvató-váltóval szerelték fel. A túlhevítős mozdonyok védőszekrény-csappantyúit leszerelték, a szervomotor gőzhengerét kiiktatták.
A még petróleumlámpás korai szállítású mozdonyokra központi acetilénfejlesztő-készüléket szereltek.
A mozdonyok abroncskenőit 1927-től ívbeálló rendszerűvé alakították. Ugyanezen évtől kezdve a kompaund gépezetű mozdonyok tolattyúinál is megkezdődött a keskeny tolattyúgyűrűk alkalmazása.
Az először a 328 sorozatú, majd az utolsó szállítású 324 sorozatú mozdonyok egy részén kedvező eredménnyel kipróbált megoldást követve, 1928-tól fokozatosan a többi 324-es mozdonyt is Wagner-rendszerű szelepes gőzszabályzóval szerelték fel.
Két telített gőzű kompaund mozdony (324,151 és 226 pályaszámú) állókazánját Brotan–Deffner-rendszerűre cserélték.
1929-ben kísérletképpen két mozdonyt, a 324,463 és a 324,499 pályaszámúakat AEG-rendszerű szénportüzeléssel látták el.
1930-tól a víztisztítós gépek hosszkazánjánál lévő forgós kazánlefúvató-váltókat 50 mm-es kazánlefúvató-tolattyúkra cserélték és a mozdonyokat kombinált locsolóval, valamint 24 nyílású Süss–Friedmann-rendszerű FSA-jelű hidegkenő-szivattyúval is ellátták. Ugyanezen évtől a 324-esek Westinghouse-légszivattyúit is Friedmann-rendszerű Dk-jelű kenőszivattyúval látták el és Olva visszacsapószelepeket szereltek fel.
A tűzcsövek cseréjekor a vörösrézkúpokat lágyvasból készültekkel pótolták.
Az előmelegítő berendezések és a hozzá tartozó tápszivattyúk a MÁV üzemében nem váltak be. A bonyolult, karbantartás-igényes szerkezeteket a mozdonyvezetők sem szívesen használták, inkább a frissgőz-lövettyűvel tápláltak. Ezért az a döntés született, hogy azokon a mozdonyokon, ahol a berendezés nagyobb javításra szorulna, helyreállítás helyett inkább leszerelik azokat és a MÁV többi korszerű mozdonyához hasonlóan a hatásfok javítására Friedmann–Metcalfe-rendszerű X/10. számú fáradtgőz-lövettyűt szereltek fel rájuk. A túlhevítős mozdonyok dugattyúrúd-tömítéseit 1926-tól Hauber-rendszerű fémtömítésekkel pótolták, melyeket 1934-től a Duna–Száva–Adria Vasút mozdonyain alkalmazott kivitelt átvéve a jóval olcsóbb és kevesebb karbantartást igénylő D.S.A.-rendszerű öntöttvas tömítésekkel váltottak fel.
A mozdonyok hajtó- és kapcsolt kerékpárjainak hordrugóit 1938-tól a 328 és 424 sorozatú mozdonyokból kiszerelt hordrugókkal váltották fel.
A 324 sorozatú mozdonyok MÁV által engedélyezett vonatterheléseit – melyek kiviteltől függetlenül azonosak voltak – az alábbi táblázat szemlélteti:
| A 324 sorozatú mozdonyok engedélyezett vonatterhelései | A 324 sorozatú mozdonyok engedélyezett vonatterhelései | A 324 sorozatú mozdonyok engedélyezett vonatterhelései | A 324 sorozatú mozdonyok engedélyezett vonatterhelései | A 324 sorozatú mozdonyok engedélyezett vonatterhelései | A 324 sorozatú mozdonyok engedélyezett vonatterhelései | A 324 sorozatú mozdonyok engedélyezett vonatterhelései |
| Pálya- emelkedés                                       | 30 km/h                                                | 40 km/h                                                | 50 km/h                                                | 60 km/h                                                | 70 km/h                                                | 75 km/h                                                |
| ------------------------------------------------------ | ------------------------------------------------------ | ------------------------------------------------------ | ------------------------------------------------------ | ------------------------------------------------------ | ------------------------------------------------------ | ------------------------------------------------------ |
| 0– 3‰                                                  | 1135 t                                                 | 1020 t                                                 | 800 t                                                  | 555 t                                                  | 400 t                                                  | 360 t                                                  |
| 3– 5‰                                                  | 935 t                                                  | 865 t                                                  | 740 t                                                  | 505 t                                                  | 395 t                                                  | 350 t                                                  |
| 5– 7‰                                                  | 765 t                                                  | 710 t                                                  | 650 t                                                  | 505 t                                                  | 395 t                                                  | 350 t                                                  |
| 8–10‰                                                  | 525 t                                                  | 510 t                                                  | 480 t                                                  | 410 t                                                  | 325 t                                                  | 300 t                                                  |
| 14–16‰                                                 | 305 t                                                  | 300 t                                                  | 290 t                                                  | 290 t                                                  | 255 t                                                  | 230 t                                                  |
| 25‰                                                    | 145 t                                                  | 145 t                                                  | 140 t                                                  | 135 t                                                  | 135 t                                                  | 135 t                                                  |

### Románia
A CFR a mozdonyokat az eredeti, MÁV-sorozatjel és pályaszámok megtartásával üzemeltette tovább. Románia-szerte szinte minden fűtőház üzemeltette ezeket s gépeket és mind fő- mind mellékvonalakon közlekedtek. A mozdonyokat vegyes, olaj+szén tüzelésűre alakították át.

### Csehszlovákia
A ČSD az első években szintén a korábbi sorozat- és pályaszámokon üzemeltette a járműveket. A Monarchia vasúttársaságai járműparkjának végleges felosztása után, 1925-ben bevezetett jelölési rendszernek megfelelően a mozdonyokat és szerkocsijukat külön-külön sorozat- és pályaszámmal látták el: a mozdonyok a 344.401–47, a szerkocsik a 512.401–47 pályaszámokat kapták. Az első bécsi döntést követően a MÁV-nak át nem adott 26 példányt a Szlovák Vasutak (SŽ) változatlan pályaszámon vette állagba.

### Jugoszlávia
Az SHS eredeti pályaszámain vette állagba a mozdonyokat. Jogutódja, a JDŽ 1933-ban a járművek jelölését a 22-001–087 pályaszámokra változtatta.

### Lengyelország
A mozdonyok a PKP-nél az Ol103 sorozatjelet kapták. A második világháború alatt négy példány került a DRB-hez, mely a 35 701–704 pályaszámokat jelölte ki számukra. Ténylegesen azonban csak három mozdonyt számoztak át.

### Olaszország
A mozdonyok az FS-nél 683.001-014 sorozatjelet és pályaszámokat kapták és Trieszt, valamint Fiume fűtőházánál szolgáltak 1938-ig, majd eladták, illetve selejtezték őket.

## „Repartíciós” mozdonyok és a második világháború évei
A MÁV mozdonyállaga – így a 324 sorozatú mozdonyok száma is –  bővült a bécsi döntések és Bácska visszacsatolása következtében. Így:
- a ČSD-től 21 db,
- a JDŽ-től (illetve Jugoszlávia 1941-es felosztása után valójában már a HDŽ-től, a még abban az évben megszületett Római Egyezmény alapján) 7 db mozdony a MÁV-hoz került.

### Export Szlovákiába
Az utolsó, 324 sorozattal azonos kivitelű mozdonyok a Szlovák Vasutak (SŽ) részére készültek 1943-ban. A 1084 szerkezetszámú mozdonyok – mint arra e jelölés is utal – túlhevítős, síktűzszekrényes kivitelben készültek. Ezen 10 db mozdonyt a MÁV-eredetű mozdonyok mögé, a 344.448–57 pályaszámtartományba számozták.

### Korszerűsítés
A MÁV 1941-ben megkezdte a telített gőzű kompaund 324-eseinek iker-túlhevítőssé történő átalakítását. Az átalakított mozdonyok kivitele nagyjából megegyezett a 1083 szerkezetszámú járművekével, azonban a gőzdóm a harmadik kazánövre került át, míg az első kazánövre porosz rendszerű rácsos víztisztító került. A gőzfúvó állandó keresztmetszetű lett, változtatható betéttel. A mozdonyok átalakítási költsége egyenként 16 000,- Pengő volt. Az átalakított mozdonyokat 324,1501 pályaszámtól számozták.
Még ugyanebben az évben iker-túlhevítőssé alakították a 324,226-ot is. Ennél a mozdonynál megmaradt a Brotan-rendszerű állókazán, új pályaszáma ezért 324,1000 lett.
1941 és 1965 között összesen 89 mozdonyt alakítottak át.
1942-ben megkezdték a 324-eseket felszerelését a tehervonati légféküzemhez szükséges berendezésekkel: a mozdonyok és a szerkocsik fékrendszerébe, a gyorsműködésű kormányszelep és a fékhenger közé tehervonati/személyvonati (Gz/Pz, illetve G/P) váltót szereltek.
A tapasztalatok szerint a telített gőzű 324-esek a háború éveiben 100 elegytonna-kilométerenként 7,1–8,4 kg szenet és 6,2 gramm meleg-, illetve 14,7 gramm hidegkenő-olajat fogyasztottak, míg a túlhevítős változatoknál ezek az értékek 7,9–8,6 kg szén és 5,3, illetve 15,5 gramm kenőolaj voltak.

## A második világháborút követő évek
A harcok befejezése és az országhatárok 1945. júniusi „megszilárdulása” után a MÁV-cégjelű 324 sorozatú mozdonyok közül 126 db maradt csak az újra hivatalossá vált trianoni határok között. Ezek közül
- 45 db működőképes volt,
- 40 db javítás alatt állt,
- 41 mozdony javítatlanul félre volt állítva.

Ez utóbbiak közül huszonkét mozdony „roncs”, azaz erősen sérült, hiányos állapotú volt, de a többiről is hiányoztak kisebb armatúrák, sőt akár komolyabb gépelemek is.
A fentieken kívül 65 db CFR-cégjelű (ebből 54 db működőképes) példány is az országban volt.
A cégjeltől függetlenül a működőképes 324-esekre a Vörös Hadsereg „T–CCCP” hadizsákmány-jele (T=трофейный, azaz zsákmány) került.

### A „restitúció”
Már 1945-ben megkezdődtek az egyes országok között kisebb járműcserék, mely az idegen eredetű mozdonyok korábbi (alapvetően a háború és a repartíciók előtti) tulajdonosa részére történő visszaszolgáltatást jelentette. 1945. augusztusában egy 324-es került haza osztrák területről, míg a MÁV 1946. márciusáig kilenc példányt adott vissza a CFR-nek. A háború után az országgyarapodás és a harci cselekmények során állagba került járműveket bizonytalan jogi státuszuk miatt a MÁV elkülönítve tartotta nyilván. Így például 1946-ban
- 126 db törzsállagba tartozó[9] (ebből 59 db „T-jelű”, 1 db időközben Ausztriából hazatért),
- 2 db jugoszláv (ebből 1 db „T-jelű”) és 8 db csehszlovák repartíciós (ebből 4 db „T-jelű”),
- 60 db CFR-cégjelű (ebből 45 db „T-jelű”)

324-es volt megtalálható a hazai hálózaton, melyek közül 22 db Szolnok, 10 db Komárom, 8 db Bánréve, 13 db Miskolc, 3 db Pusztaszabolcs, 8 db Hegyeshalom, 9 db Dombóvár, 14 db Debrecen, 17 db Szombathely, 4 db Barcika, 11 db Budapest-Ferencváros, 3 db Kiskunhalas, 11 db Székesfehérvár, 12 db Budapest-Északi, 9 db Szeged, 6 db Békéscsaba, 6 db Pécs, 12 db Celldömölk, 12 db Dorog, 2 db Kecskemét, míg 1-1 db Tapolca, Győr és Eger fűtőházához tartozott.
Az 1947-ben megkötött magyar-szovjet járműegyezmény nyomán a területi revíziók előtt is magyar tulajdonban volt járművekről a „T”-jelet eltávolíthatták.
A már említett járműcserék, valamint az egyes országok között, a háború alatt összekeveredett járműpark rendezéséről, „restitúciójáról” született megállapodások nyomán az említetteken kívül
- 1948 novemberében Ausztria szovjet megszállási övezetéből 22 db (közte egy jugoszláv repartíciós),
- 1949 novembere és 1950 októbere között a Németország szovjet megszállási övezetéből 14 db,
- 1950 májusa és 1951 júliusa között Ausztria bizóniai övezetéből szintén 14 db (ebből egy kazán nélkül kocsira pakolva)

324-es tért haza.
Ugyanakkor a magyar állam
- 1947 októbere és 1948 októbere között 35 db (köztük 21 „T”-jelű), korábban CFR-tulajdonú 324-est adott vissza Romániának.

### Az „új” példányok
A hazánkban maradt, eredetileg repartíciós mozdonyok közül a „T”-jellel el nem látott példányok nagy részét, összesen 6 db 324-est 1948-ban a MÁV úgynevezett szabványosító átalakításnak vetett alá, melynek deklarált célja az volt, hogy a mozdonyok lehetőség szerint azonos kivitelűek legyenek a végig a MÁV-nál szolgált példányokkal (pl. a szomszéd vasutak által végrehajtott átalakítások eltüntetése, magyar nyelvű feliratok alkalmazása). Ezeket a mozdonyokat új pályaszámokkal látták el: egy példány eredetileg telített gőzű kompaund mozdony volt, e példányt iker-túlhevítőssé átalakítva az 1500-as számcsoport következő szabad elemére, 324,1537 pályaszámra számozták át. Négy, eredetileg is iker-túlhevítős példányt a legmagasabb pályaszámú újonnan gyártott mozdony, a 324,995-ös után sorolták be őket 324,996–999 pályaszámokkal, egyet a következő szabad pályaszámra, a 324,1002-re számozták. A 324,1001 pályaszámot a MÁV-eredetű, kompaund Brotan-kazános 324,151 pályaszámú mozdony 1947-es iker-túlhevítőssé alakításakor kapta meg. Valójában az átszámozásnak a célja ezen bizonytalan státuszú mozdonyok MÁV-törzsállományba való átmozgatása, egyben a szomszéd országok előli „elrejtése” volt.
1948-ban a 324,610, 324,773 és 324,999 pályaszámú mozdonyokhoz E jellegű szerkocsit kapcsoltak. Ehhez a szerkocsik kapocsszekrényét a 324 sorozathoz kellett átalakítani. A módosított szerkocsiknak kezdetben a K jellegmegjelölést szánták, de végül maradt az E jelölés. Az átalakítást követően a szerkocsik a mozdonyokhoz igazodó pályaszámot kaptak: E324,610, E324,773 és E324,999 pályaszámon álltak forgalomba.
A mozdonyokra a MÁV-nál 1947-től új, kétrészes ellenforgattyúk és módosított ellenforgattyú-vonórudak kerültek. A 411 sorozatú mozdonyok üzembe állításával a 324 sorozatú mozdonyok fokozatosan a nagyobb terhelésű mellékvonalakra kerültek át.

## Az ötvenes évek
A mozdonyok állagrendezése az 1950-es évek első felében is folytatódott. A 24 db, még itt levő CFR 324-est a MÁV 1951-ben átcégjelezte és saját állagába sorozta, de külön nyilvántartásuk csak 1959-ben, a két állam egymással szemben fennálló további követeléseiről való kölcsönös lemondással szűnt meg. Az NSZK-ból 1952-ben 7 db elfogadható állapotú, a PKP-től 1952-ben 14 db, míg 1953-ban 13 db üzemképtelen, lefosztott 324-es került még haza. 

### Kísérletek, korszerűsítések
A mozdonyok kazánjának kímélésére az 1950-es évek elejétől vegyszeres, úgynevezett Antidur-vízlágyítást alkalmaztak. 1952-től a síktűzszekrényes mozdonyok vörösréz tűzszekrényeit 12 mm (illetve a csőfalnál 17 mm) vastag lágyacéllemezekből, hegesztéssel készült kivitelre cserélték. 
A 1954. februárjában a 324,821 pályaszámú mozdonyok kísérletképpen úgynevezett ISTER füstgázelszívó ejektort (közismert nevén: kéménytorok-csillagfúvót) és nagy átmérőjű kéményt (vasutas szlengben: „vödör-kémény”) szereltek. A kémény teljes hossza több, mint 2 méter lett, de ebből 0,9 méternyit a füstszekrénybe süllyesztették. Átmérője alul 435, felül 650 mm lett, alsó mintegy ¼-e, az ún. keverőtér nem kúpos, hanem hengeres kivitelű volt, alsó pereme pedig tölcsérszerűen kibővült. A kísérletek két hónapig folytak, kezdetben hatágú hengerpalástú, később ötágú divergens fúvóbetéttel. A kísérletek biztatóak voltak, azonban a szikraszórás és a fúvó által okozott léghuzat-egyenetlenség megoldásra várt. Kísérleteket rövidesen több más (például: 324,1511, 1531, 1522, 802 és 1547 pályaszámú) mozdonyokkal folytatták.
1954-ben a MÁV többi gőzmozdonyához hasonlóan a füstszekrényajtóra felfestették a fehér keretű ötágú vörös csillagot.
1953-tól a nagyjavításra kerülő 324-esek tüzelőajtaját fokozatosan a 301 és 424 sorozatnál már alkalmazott kivitelű, kétszárnyú tolóajtóra cserélték ki. Ezzel párhuzamosan, 1954-től pedig a meglévő egyszárnyú tüzelőajtókon a fűtőházak kivitelezésében kezelőnyílást alakítottak ki. Ugyanezen évtől kezdve a füstszekrénybe Erdődi–Osgyán-rendszerű szikratörőt szereltek. Mivel a Magyar Optikai Művek 1954-ben beszüntette a régebbi típusú kenőszivattyúk alkatrész-ellátását, így a 324 sorozat melegkenő-szivattyúi helyére is megkezdték az FSA típus felszerelését.
1955-től a vezetőállásokat fűtéssel látták el, melyet a kenőszivattyú gőzvezetéke táplált. Szintén 1955-től a csappantyús fúvókat cserélhető betétes, állandó keresztmetszetű kivitelre cserélték.
1956-ban elrendelték a mozdony pályaszámainak fehér olajfestékkel történő felfestését a mozdony elejére és a szerkocsi végére. Elöl a pályaszámot a füstszekrényajtóra festetették fel. 1956-tól a teljes felújításra szoruló frissgőzlövettyűket a 411 sorozatú mozdonyoknál alkalmazottal azonos, vertikális elrendezésű Nathan-rendszerű frissgőzlövettyűkkel cserélték ki, a Szász-rendszerű vízkapcsolatokat tömlős kivitellel váltották fel.
Az 1950-es években végrehajtott számos kisebb módosítás közül a mozdonyok külsejét is befolyásolta hosszkazán két oldalára 1954-től felszerelt, a homoktartályok utántöltését megkönnyítő hágcsó és az 1957-től felszerelt szerkocsi-védfal.

### Szolgálatban a GYSEV-nél
1953–1957 között több régi GYSEV-eredetű és 9 db, eredetileg a MÁV-tól származó, de 1951–1952 között a GYSEV állagába került 323 sorozatú mozdonyért cserébe a MÁV 12 db 324-est átadott a GYSEV-nek. A járművek az addigi MÁV-pályaszámukon üzemeltek tovább.

### Megfiatalítva

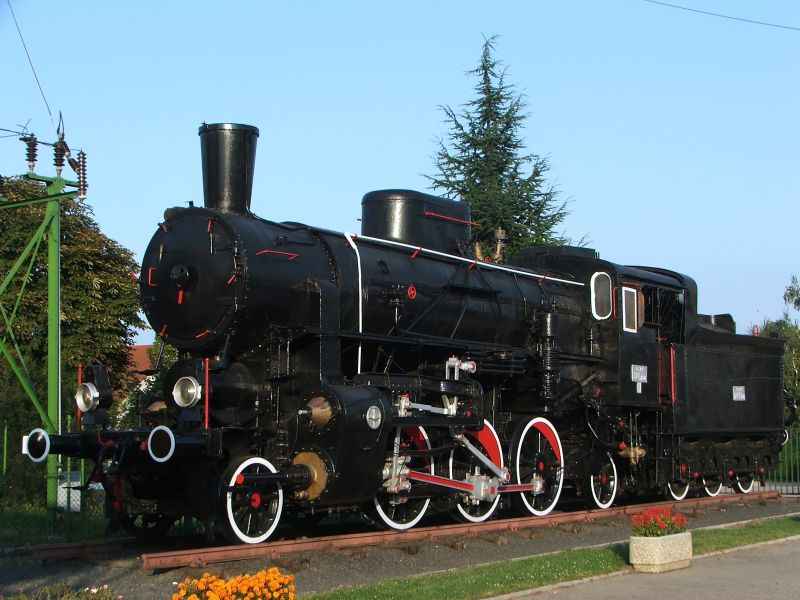
A 324,1518 pályaszámú mozdony hegesztett kazánnal és csillagfúvóval felszerelve Sopron GYSEV pályaudvaron kiállítva

A MÁV a 324 sorozatú mozdonyokra nagy darabszámuk, egyszerű kivitelük és univerzális felhasználhatóságuk miatt.
A mozdonyokra 1957 őszétől az esedékes fővizsgák és főjavítások keretében a kísérletek alapján kismértékben módosított kéménytorok-csillagfúvóval és a kipróbált nagy átmérőjű kéménnyel látták el. A kémény tetejébe Helm-féle szikratörőt szereltek. A tűz felszaggatását elkerülendő az átalakítás során a füstszekrény alatt, kissé azon túlnyúlva hengeres nyomáskiegyenlítő-tartályt szereltek fel.
Azok a mozdonyok, melyek kazánja teljes felújításra szorult, új gyártású, hegesztett kivitelű kazánt kaptak, melynek fő külső jellemzője a gőzdómmal egybeburkolt homoktartály és a központi zárású füstszekrényajtó volt. Az átalakított kazánokba Wagner-rendszerű szelepes szabályozót építettek, a mozdonyt ellátták a tápvíz vegyi úton történő lágyítását biztosító szerelvényekkel (Antidur-rendszer), továbbá a mozdony és a szerkocsi közötti vízkapcsolatot gumitömlős kivitellel váltották fel.
Folytatódott a telített gőzű kompaund gépek iker-túlhevítőssé való átalakítása. Ez utóbbi program 1965-ben fejeződött be.
1958-ban a 324-esek füstszekrényajtajára és szerkocsijuk hátsó falára a festett feliratok helyett fekete alapon fehér karakterekkel feliratozott, zománcozott pályaszámtáblát szereltek.

## Hatvanas évek. A „gyorsjavítások” kora
1960-tól a tehervonati légfékezés bevezetése nyomán – a második világháború alatt megkezdett átalakítást kiterjesztve – a mozdonyok és a szerkocsik fékrendszerébe, a gyorsműködésű kormányszelep és a fékhenger közé tehervonati/személyvonati (Gz/Pz, illetve G/P) váltót szereltek.
A szocialista munkaversenyek világa és a tervszámoknak való minden áron megfelelni akarás egy igen káros rendszert honosított meg a javítóüzemekben. A javítási átfutási idők történő javítása érdekében 1960-tól a nagyjavításra beérkező mozdonyok pályaszámtábláit leszerelték és azt egy-egy frissen elkészült példányra szerelték fel. Így papíron a mozdony akár pár nap alatt megújulhatott. A mozdonykönyvekben a beavatkozást „Főjavítás a XXX,XXX pályaszámú mozdony fődarabjainak felhasználásával” bejegyzéssel eufemizálták – ha egyáltalán beleírták. Természetesen ehhez a trükkhöz szükség volt néhány, alkatrésznyerés érdekében szétszerelt példányra is. Ez az – egyébként illegális – gyakorlat rendkívül megnehezítette a mozdonyok nyilvántartását, ezért a „gyorsjavítás” rendszerét 1964. nyarán rendeletileg megszüntették. A szisztémát és a pályaszámok változását ez a táblázat szemlélteti.
Az Antidur-vízlágyítás feleslegessé tette a Pecz–Rejtő-féle víztisztítók alkalmazását. Ezért a víztisztítókat 1961-től, a hengerkazánok újításakor leszerelték és a tápfejeket a hosszkazán második övének két oldalára, a kazán középvonalába helyezték át.

### Nagyobb szerkocsikkal
Mivel a háromtengelyes merevkeretes szerkocsi fordított állásban meglehetősen rossz futási tulajdonságokat mutatott, ezért a MÁV azokat selejtezett 327 és 328 sorozatú mozdonyok négytengelyes, kétforgóvázas R jellegű szerkocsijaival váltotta fel. A módosítást kezdetben a 324 sorozatú mozdonyok tervezett ingavonati felhasználása indokolta. Összesen 45 db mozdony kapott új szerkocsit.

## A típus pályafutásának vége határainkon túl

### Románia
A CFR a 324-eseket a háború után sem nélkülözhette. Egy részüket még korszerűsítették is: 1958 és 1960 között a kolozsvári Február 16. Művek 23 db telített gőzű kompaund mozdonyt épített át ikergépezetűvé. Az átalakított mozdonyok a 324,1001–1023 pályaszámokat kapták. Az utolsó 324-eseket, közülük is legutolsóként a 324,1007 pályaszámút 1978-ban állították le Romániában és 1981-ig selejtezték őket.

### Csehszlovákia
A második világháború után további 22 db, addig MÁV-tulajdonú 324-es maradt északi szomszédunknál. E mozdonyok a 344.458–79 pályaszámokon üzemeltek tovább. 

### Lengyelország és a két német állam
A DRB állagába került 357 sorozatú mozdonyok közül három érte meg a háború végét. Az egyik példányt a ČSD hadizsákmányként 335.2500, később 335.201 pályaszámmal jelölte, majd 1950-ben visszaadta a PKP-nek. Egy másik példány Nyugat-Németországban maradt, ahol a DB megalakulásakor változatlan pályaszámon állagba vette, majd 1951-ben selejtezte. A harmadik mozdony az NDK-ban maradt, ahol a DR állományában 1955-ig szolgált, majd a PKP-nek adták vissza. A két Lengyelországba került mozdonyt már nem számozták át és nem is helyezték üzembe, hanem kiselejtezték.

## Napjainkban
Annak ellenére, hogy milyen nagy darabszámban készültek, viszonylag kevés 324-es maradt fenn az utókorra. Idehaza az egyetlen működőképes példány a 324,540-es, 3827. gyári számmal 1915-ben készült. 1918-ban a CFR-hez került és 1941-ben tért vissza Magyarországra. 1961. december 21-én 324,1564-re számozták, majd 1989-ben a Landler Jenő Járműjavító Üzembe került. 1991 júniusára felújították és eredeti pályaszámán a nosztalgia flottához csatlakozott. 2016. április 30-án a Cuha völgybe tartó vonatba sorozva Szárliget és Tatabánya között a bal oldali hengerfedele széttört a hengeröntvény egy része megrepedt, a gépezete súlyosan sérült.
Az 1921-ben 4554. gyári számmal készült és 1979. október 11-ig szolgált 324,799-et Ferencvárosban kiállították, 2003 óta Istvántelken tárolják.
A legöregebb fennmaradt 324-est 1910-ben gyártották 2519. gyári számmal: első pályaszáma IIIu. osztály 3917 volt, melyet 1911-ben 324,087-re változtattak. 1942-ben iker-túlhevítőssé alakították és 324,1518-ra számozták. 1957 januárjában a GYSEV állagába került. 1981. szeptember 2-i selejtezése után felújították és Sopron-GYSEV pályaudvaron kiállították.
A negyedik itthon maradt 324-es az 1911-es gyártású 324,149, melyet 1943-ban alakítottak iker-túlhevítőssé és számoztak át 324,1527-re. 1991 óta e mozdonyt is Istvántelken tárolják.
Romániában is megőriztek néhány 324-est: az 1917-ben 4074 gyári számon készített 324,951 Nagyszebenben csodálható meg a 324.115 pályaszámú szerkocsival. Az 1911-es, 2541 gyári számú, eredetileg IIIu. osztály 3939 psz, majd 324,109 pályaszámú mozdonyt 324.1020 számon őrizték meg és állították ki Bukarestben a Depoul de locomotive CFR Calatori fűtőházban a 324.496 pályaszámú szerkocsival a. Az 1917-es 4311 gyári számú 324,993-et pedig Temesvárott tárolják.
Szlovéniában a 3557 számon 1914-ben gyártott 324,432 maradt fenn: JDŽ 22-092 pályaszámon Kocevjében van kiállítva.
Horvátországban két működőképes 324-es maradt: a 3665 gyári számú 22-047 pályaszámú mozdony eredetileg a 324,491 állt szolgálatba 1915-ben a MÁV-nál. A 22-077-es pedig 4030 gyári számon 1916-ban készült és eredetileg a MÁV 324,931 pályaszámát viselte.
 A trieszti vasúti múzeum gyűjteményéhez tartozik az FS 683.015 pályaszámú mozdonya (ex. MÁV 324,736 4491/1918, majd JDŽ 22-069 pályaszám).

## Típusadatok
| A IIIu. osztály / 324 sorozat változatonként eltérő típusadatai | A IIIu. osztály / 324 sorozat változatonként eltérő típusadatai | A IIIu. osztály / 324 sorozat változatonként eltérő típusadatai | A IIIu. osztály / 324 sorozat változatonként eltérő típusadatai | A IIIu. osztály / 324 sorozat változatonként eltérő típusadatai                                                             |
| --------------------------------------------------------------- | --- | --- | --- | --- |
| Pályaszám                                                       | MÁV 3831–3955 →MÁV 324,001–125 MÁV 324,126–355 →CFR 324.001..355 →ČSD 324.021..341 →SHS 324.026..283 →ČSD 344.401–16 →JDŽ 22-001–025 →SŽ 344.401..16 →HDŽ 22-001.025 →JŽ 22-001..025 →JŽ 22-088..090 →JŽ 22-101 | MÁV 324,401–543 →CFR 324.401..543 →ČSD 324.406..539 →SHS 324.404..533 →ČSD 344.417–27 →PKP Ol103-1–2 →JDŽ 22-026–050 →DRB 35 704 →SŽ 344.417..27 →HDŽ 22.026–050 →ČSD 344.460 →ČSD 344.470 →DB 35 704 →JŽ 22-026–050 →JŽ 22-091–093 | MÁV 324,544–805 MÁV 324,901–995 →CFR 324.544..776 →CFR 324.904..993 →ČSD 324.558..778 →ČSD 324.919, 941 →SHS 324.556..748 →SHS 324.902..974 →ČSD 344.428–47 →PKP Ol103-3–4 →JDŽ 22-051–087 →DRB 35 702–703 →SŽ 344.428..45 →HDŽ 22.051..087 →MÁV 324,996–1002 →ČSD 344.464–66 →ČSD 344.474–74 →ČSD 335.2500 →ČSD 335.201 →DR 35 702 →JŽ 22-051..087 →JŽ 22-094–097 →JŽ 22-099–100 →JŽ 22-103–107 | MÁV 324,806–845 SŽ 344.448–57 →MÁV 324,1501–1589 →ČSD 344.448–59 →ČSD 344.462–63 →ČSD 344.467–69 →ČSD 344.477–79 →JŽ 22-098 |
| Gyártásban                                                      | 1909–1913 | 1914–1915 | 1915–1921 | 1922–1923 1943 |
| Szerkezetszám                                                   | 901–6 | 1081–2 | 1141–3 | 1083 1084 |
| Darabszám                                                       | 355 db | 143 db | 357 db | 50 db |
| Jelleg                                                          | 1'C1'–n2v | 1'C1'–h2 | 1'C1'–h2 | 1'C1'–h2 |
| Ütközők közötti hossz                                           | 17 534 mm (17 744 mm / 19 056 mm) | 17 534 mm (17 744 mm / 19 056 mm) | 17 534 mm (17 744 mm / 19 056 mm) | 17 534 mm (17 744 mm / 19 056 mm)                                                                                           |
| Tengelytávolság szerkocsival                                    | 14 235 mm (14 280 mm / 15 800 mm) | 14 235 mm (14 280 mm / 15 800 mm) | 14 235 mm (14 280 mm / 15 800 mm) | 14 235 mm (14 280 mm / 15 800 mm)                                                                                           |
| Üres tömeg                                                      | 51,71 t | 53,9 t | 55,27 t | 55,53 t |
| Szolgálati tömeg                                                | 58,08 t | 60,11 t | 61,9 t | 61,94 t |
| Szolgálati tömeg szerkocsival                                   | 92,28 t | 94,31 t (≈102,44 t ≈114,2 t) | 96,1 t (≈102,44 t ≈114,2 t) | 96,14 t (≈102,44 t ≈114,2 t)                                                                                                |
| Tapadási tömeg                                                  | 41,71 t | 42,27 t | 42,6 t | 43,0 t |
| Legnagyobb tengelyterhelés                                      | 13,91 t | 14,2 t | 14,2 t | 14,4 t |
| Hengerek átmérője                                               | – | 510 mm | 510 mm | 510 mm |
| Nagynyomású hengerek átmérője                                   | 460 mm | – | – | – |
| Kisnyomású hengerek átmérője                                    | 690 mm | – | – | – |
| Állókazán típusa                                                | porosz rendszerű sík- tűzszekr. | porosz rendszerű sík- tűzszekr. | Brotan–Deffner | porosz rendszerű sík- tűzszekr.                                                                                             |
| Túlhevítés                                                      | – | Schmidt-rendszerű, nagyfüstcsöves | Schmidt-rendszerű, nagyfüstcsöves | Schmidt-rendszerű, nagyfüstcsöves                                                                                           |
| Gőznyomás                                                       | 15 bar | 12 bar | 12 bar | 12 bar |
| Tűzcsövek száma                                                 | 248 db | 143 db | 128 db | 143 db |
| Füstcsövek száma                                                | – | 24 db | 24 db | 24 db |
| Füstcsövek belső/külső átmérője                                 | – | 119/127 mm | 119/127 mm | 119/127 mm |
| Rostélyfelület                                                  | 3,148 m² | 3,15 m² | 3,15 m² | 3,15 m² |
| Sugárzó fűtőfelület                                             | 11,0 m² | 11,24 m² | 13,8 m² | 11,24 m² |
| Csőfűtőfelület                                                  | 202,6 m² | 160,37 m² | 152,16 m² | 160,37 m² |
| Túlhevítőfelület                                                | – | 36,7 m² | 36,7 m² | 36,7 m² |
| Teljesítmény                                                    | 670 LE | 840 LE | 830 LE | 840 LE |
| Gépezeti vonóerő                                                | 84,36 kN | 82,89 kN | 82,89 kN | 82,89 kN |
| Tapadósúlyból számított vonóerő                                 | 65,47 kN | 66,39 kN | 66,86 kN | 67,49 kN |